# 朱森林 (政治人物)
朱森林（1930年10月—），男，上海川沙人，中華人民共和國政治人物。曾任广东省人民政府省長，广州市人民政府市長。中共第十三屆中央候補委員，第十四屆中央委員。

## 生平
朱森林在1985年8月至1986年3月在廣州市第八屆人民政府中擔任廣州市代理市長，1986年3月至1988年6月在廣州市第八屆人民政府中擔任廣州市市長。1991年至1996年朱森林任中共廣東省委副書記、省長其間，促成了廣州新白雲機場建設、穗東南新區等。1996年至2001年任广东省人大常委会主任。  